# Corona dell'imperatrice Eugenia di Francia

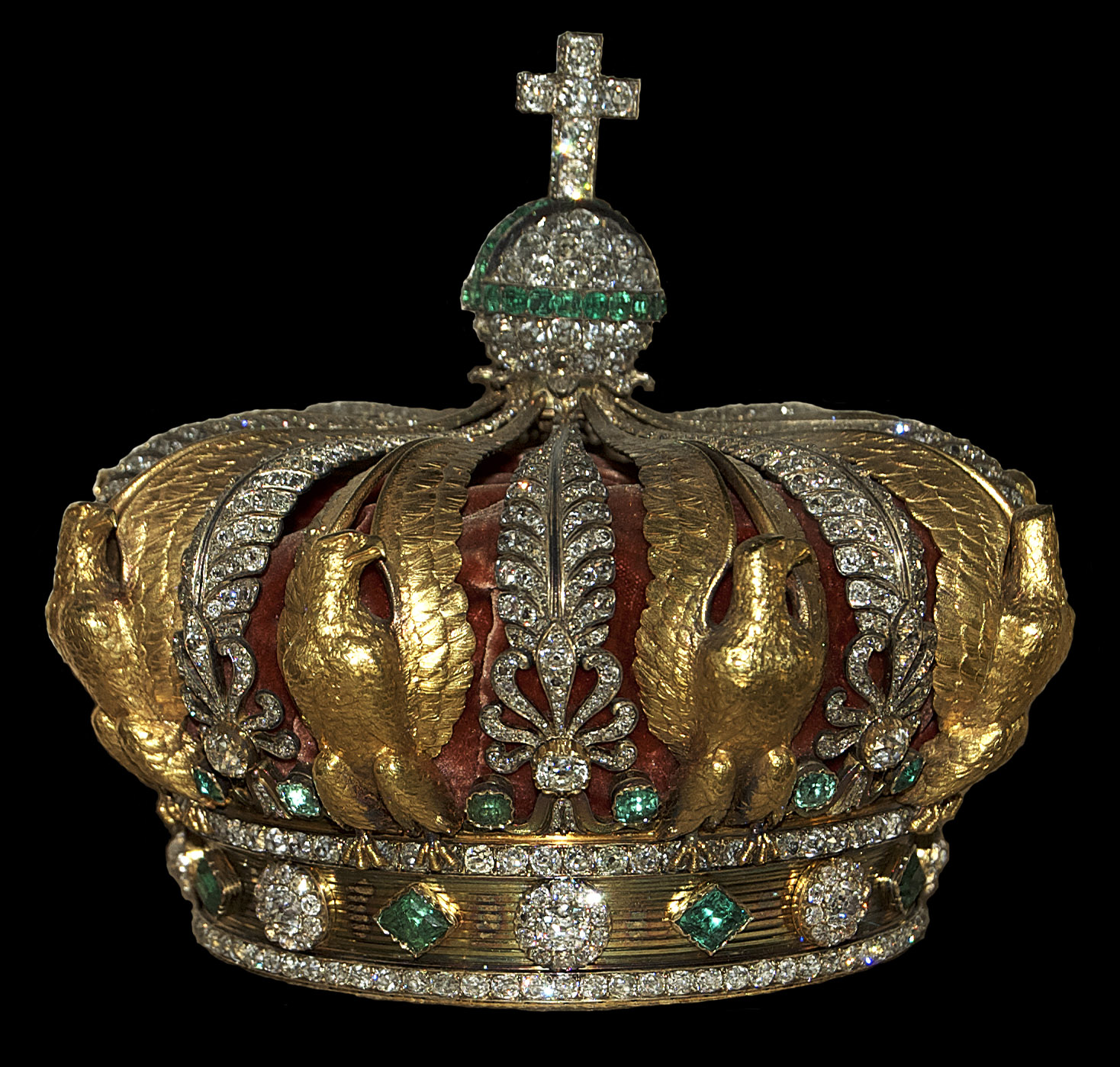
La corona dell'imperatrice Eugenia.

La corona dell'imperatrice Eugenia di Francia è stata la corona per Eugenia de Montijo, imperatrice consorte di Napoleone III di Francia.

## Storia
Anche se suo marito non è mai stato incoronato, la corona per Eugenia venne realizzata ugualmente.
Dopo la detronizzazione di Napoleone III nel 1870, a seguito della battaglia di Sedan, Eugenia e Napoleone vissero in esilio nel Regno Unito. Eugenia morì nel 1920 e fu l'ultima persona francese ad aver indossato una corona.
Sebbene la maggior parte delle regalie di Francia siano state vendute dalla repubblica francese nel 1885, la corona dell'imperatrice Eugenia è sopravvissuta ed è in mostra al museo del Louvre di Parigi.